# ODAPH
ODAPH (англ. Odontogenesis associated phosphoprotein) – білок, який кодується однойменним геном, розташованим у людей на 4-й хромосомі. Довжина поліпептидного ланцюга білка становить 130 амінокислот, а молекулярна маса — 15 556.
| 10         |  | 20         |  | 30         |  | 40         |  | 50         |
| ---------- |  | ---------- |  | ---------- |  | ---------- |  | ---------- |
| MARRHCFSYW |  | LLVCWLVVTV |  | AEGQEEVFTP |  | PGDSQNNADA |  | TDCQIFTLTP |
| PPAPRSPVTR |  | AQPITKTPRC |  | PFHFFPRRPR |  | IHFRFPNRPF |  | VPSRCNHRFP |
| FQPFYWPHRY |  | LTYRYFPRRR |  | LQRGSSSEES |  |            |  |            |

A: Аланін

C: Цистеїн

D: Аспарагінова кислота

E: Глутамінова кислота

F: Фенілаланін

G: Гліцин

H: Гістидин

I: Ізолейцин

K: Лізин

L: Лейцин

M: Метіонін

N: Аспарагін

P: Пролін

Q: Глутамін

R: Аргінін

S: Серин

T: Треонін

V: Валін

W: Триптофан

Задіяний у такому біологічному процесі, як альтернативний сплайсинг. 
Секретований назовні.